# لاري الكسندر (صحفي)
لاري الكسندر (بالإنجليزية: Larry Alexander)‏ هو مؤرخ عسكري وصحفي أمريكي، ولد في 1951.